# Пимен Неврокопски
Пимен е висш български православен духовник, неврокопски митрополит.

## Биография
Светското име на митрополит Пимен е Деян Неделчев Енев. Роден е на 22 юни 1906 година в Чирпан, България. Основно образование получава в родния си град. През есента на 1920 година е приет за ученик в Пловдивската духовна семинария, курса на която завършва през 1926 година. От есента на същата година е студент в Богословския факултет на Софийския университет „Св. Климент Охридски", който завършва през 1930 година.
От 15 юли 1930 година е назначен за секретар на Старозагорската митрополия, която длъжност изпълнява до края на март 1934 година. По време на това негово служение, на 1 юли 1933 година в старозагорския катедрален храм „Свети Димитър“, е постриган в монашество с името Пимен от митрополит Павел Старозагорски, а на следващия ден в същия храм е ръкоположен и в йеродяконски чин от митрополит Михаил Доростолски и Червенски. На 8 януари 1934 година е ръкоположен за йеромонах от митрополит Павел, като от 1 април същата година е назначен за протосингел на Старозагорската митрополия, какъвто остава до 1937 година. От 1937 до 1938 година йеромонах Пимен е секретар на Рилския манастир. На 14 януари 1938 година по решение на Светия Синод е възведен в архимандритско достойнство и е назначен за игумен на Бачковския манастир, който пост заема до края на април 1947 година. От 1 май същата година е назначен за началник на Църковно-стопанския отдел при Светия Синод.
На 21 декември 1947 година в катедралата Свети Александър Невски в София е ръкоположен за стобийски епископ и от 1 януари 1948 година е назначен за втори викарий на Софийския митрополит.
На 3 август 1952 година е избран за неврокопски митрополит. При обсъждането на избора в Светия синод е отбелязано, че изборът е извършен под външен натиск, че Пимен неправомерно заел поста си и извършва финансови злоупотреби, поради което е назначена комисия, която да разследва случая. Въпреки това под натиска на правителството на 4 януари 1953 година той е канонически утвърден за митрополит. По това време Пимен е единственият сътрудник на Държавна сигурност в Светия синод, като негови водещи офицери са лично няколко последователни ръководители на политическата полиция - Иван Бънзаров, Богдан Думков и Георги Кръстев.
Доклад на Държавна сигурност от 1983 година описва положението в епархията като „тревожно“ и обвинява Пимен в активна вражеска дейност, защото „успешно укрепва църквата и нейното влияние“.
През 1992 година митрополит Пимен е сред инициаторите за разкола в Българската православна църква. На 18 май 1992 година заедно с митрополитите Панкратий Старозагорски, Калиник Врачански, Стефан Великотърновски и Софроний Доростолски и Червенски подписва заявление, с което се поддържа решението на Дирекцията за вероизповеданията за нелегитимност на избора на патриарх Максим Български през 1971 година. Митрополитите заявяват, че смятат избора на Максим за нелегитимен и започват процедура по избора на нов патриарх. За временен наместник-председател на Светия Синод избират Пимен. Така на 18 май фактически се създава така нареченият Алтернативен синод, в който влизат пет от тринадесетте митрополити на Църквата. Към разколниците се присъединяват и пет викарни епископи. Съответно на 22 юли 1992 година Светият синод за разколничество и извършване на незаконно ръкополагане, заедно с другите разколнически архиереи, го лишава от сан.
На 1 юли 1996 година в църквата „Света Параскева“ в столицата той е провъзгласен за алтернативен патриарх. През 1998 година Всеправославният събор в София приема покаянието на Пимен и той е приет в църковно общение в сана митрополит с титлата „бивш неврокопски“.
Пимен Неврокопски е автор на книга за Неофит Рилски, отпечатана през 1984 г. от Синодално издателството „Отец Йеромонах Неофит Рилски“.
Умира на 10 април 1999 година в София. Погребан е до катедралния храм „Въведение Богородично“ в Благоевград.